# ماركو دورانت
ماركو دورانت (بالإيطالية: Marco Durante)‏ هو لاعب غولف إيطالي، ولد في 24 أكتوبر 1962 في سانريمو في إيطاليا.

## وصلات خارجية
- ماركو دورانت على موقع رابطة أوروبا للاعبي الغولف المحترفين (الإنجليزية)